# Basilique Notre-Dame-de-la-Joie de Pontivy
Pour les articles homonymes, voir Notre-Dame-de-la-Joie.
La basilique Notre-Dame-de-la-Joie de Pontivy est une basilique mineure de l'Église catholique située Place Bourdonnay-du-Clézio, à Pontivy, en France.

## Localisation
La basilique est située dans le département français du Morbihan, sur la commune de Pontivy. Construite entre la place Bourdonnaye et la place Anne-de-Bretagne, elle est au centre de la ville médiévale.

## Historique

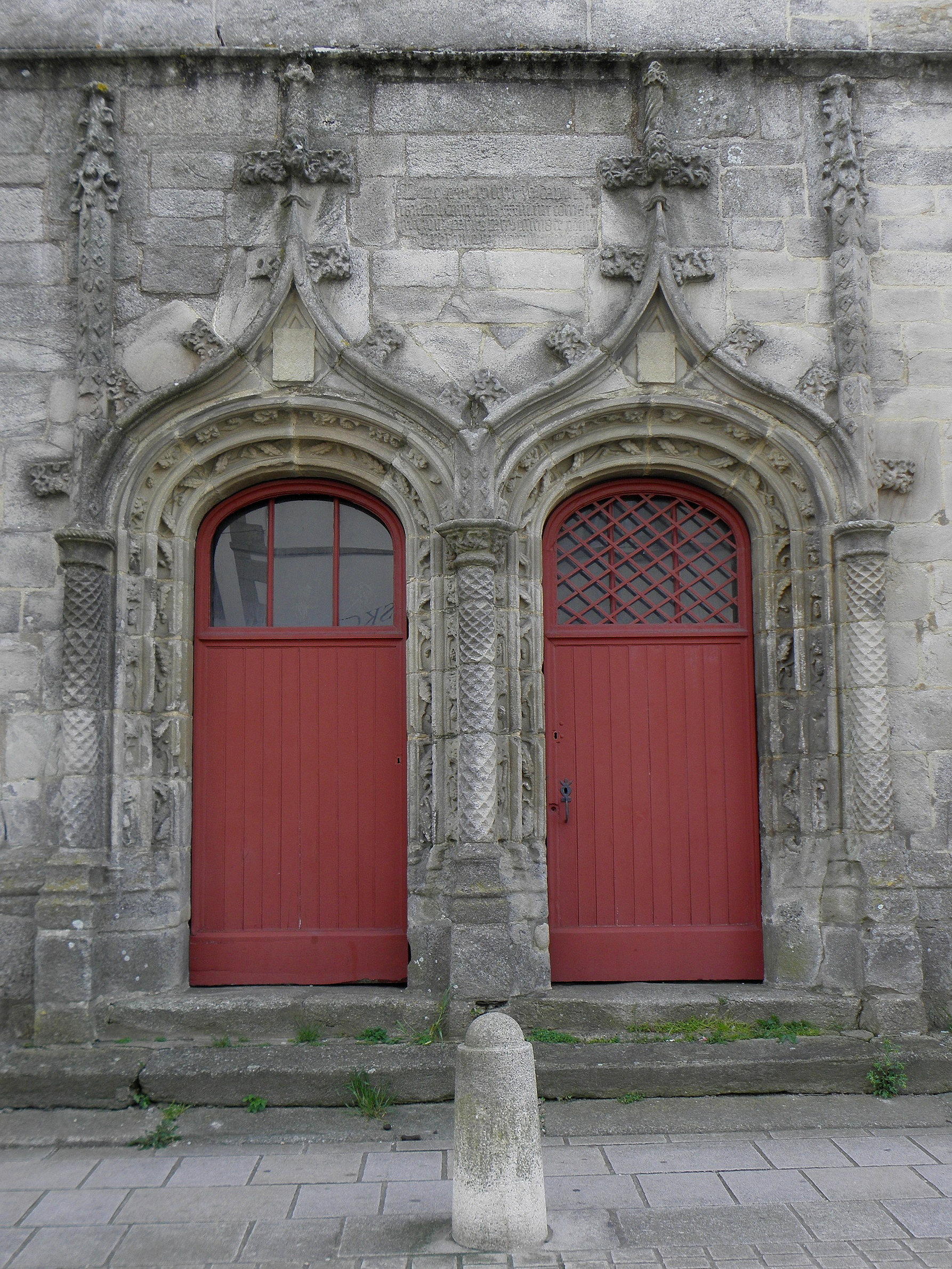
Le portail occidental.

La pierre commémorative placée entre les deux fleurons dominant le portail occidental, rappelle que la première pierre a été posée le 29 avril 1533. Les pontivyens, dont l'église Saint-Ivy est trop petite et tombe de vétusté, se mettent en devoir d'élever dans les années 1530 un nouveau sanctuaire en forme de croix latine, en partie grâce à l'aide financière de l'évêque de Cornouaille Claude de Rohan. Les armes de la famille de Rohan figurent d'ailleurs au-dessus de la double porte de la tour et leurs macles sont rappelées sur les colonnes.
Selon la tradition locale, une épidémie de dysenterie sévit sur la ville en 1695 et 1696. Le 11 septembre 1696, les habitants auraient fait le vœu, si le fléau cesse, d'offrir à la Vierge une lampe éternelle en argent dans la chapelle consacrée à saint Ivy. L'invocation de Marie ayant fait disparaître le fléau, la lampe aurait été allumée le lendemain et une première procession organisée en son honneur. L'église est alors placée sous le vocable de Notre-Dame-de-Joie. En réalité, le culte de la Vierge Marie est plus ancien dans la région et celui de Pontivy remonte au moins au siècle précédent. Depuis, la tradition perdure, un Pardon étant organisé le 12 septembre ou le dimanche qui suit (désormais chaque deuxième dimanche de septembre).
L'église est transformée à la fin du XVIIIe siècle, notamment grâce aux libéralités des ducs de Rohan, ainsi qu'à la fin du XIXe siècle (la flèche, les bas-côtés du chœur et les voûtes de la nef datent de 1886) afin de répondre à l'accroissement de la population des fidèles.
Le 10 janvier 1959, le pape Jean XXIII lui octroie le titre de basilique mineure.
Les parties originelles conservées, le portail occidental et la tour (exception faite de la flèche) de l'église font l'objet d'une inscription au titre des monuments historiques depuis le 20 juin 1925. L'église est ensuite inscrite monument historique dans sa totalité par arrêté du 19 septembre 2018.
Le buffet d'orgue de style néogothique et la partie instrumentale de l'orgue de tribune sont classés monument historique par arrêté du 6 mai 1997.
En 2017, l'animation de la paroisse est confiée par l'évêque de Vannes à la congrégation de l'Oratoire.

## Architecture
L'église fait un large appel aux granites proximaux : granites de Pontivy (faciès grossier comme pour le clocher-porche et faciès fin très blanc) avec des schistes et grès briovériens gris-vert, érodés.
Des additions successives ont fait perdre à l'édifice son plan primitif en croix latine (le chœur étant flanqué au XIXe siècle de collatéraux prolongeant les bas-côtés), mais parmi les pignons qui découpent la façade méridionale on reconnaît encore, à son élévation, l'ancien croisillon. Les fenêtres en arc brisé sont garnies de réseaux restaurés au XIXe siècle et sont surmontées de pignons aux rampants décorés de crosses et choux.
Le portail occidental est constitué par deux baies jumelles en anse de panier, soulignées par une double voussure moulurée de gorges et sculptées de feuilles de vigne et de chêne. Ces baies sont surmontées d'accolades fleuronnées et encadrées de trois colonnettes façonnées dans un granite fin légèrement orienté qui traduit la fluidalité du magma lors de la mise en place de ce granite à plusieurs kilomètres de profondeur. Au-dessus de leur chapiteau se distinguent sur de légers pinacles les losanges ajourés répétés sur les trois colonnes frettées : ces losanges représentent les macles du blason de la maison de Rohan. Au-dessus de ce portail à deux baies, se déchiffre difficilement et avec quelque habitude de l'épigraphie, l'inscription suivante, en moyen français de la Renaissance : « le penultieme jour d'apvreil l'an mil cinq centz XXXIII fut comancé ceste tour par les paroessiens de Pontivi. J. Pedron, O. Roscoet, miseurs et Le Bret mest ».
Les deux étages supérieurs sont percés sur chaque face d'une longue fenêtre et couronnés par une galerie flamboyante. Cette balustrade est chargée de gargouilles animales et de pinacles d'angle. Sur cette base a été construit un tambour octogonal (clocher flanqué de clochetons) à partir duquel s'élève la flèche de pierre qui a succédé, en 1886, à une charpente d'ardoises.
La nef à trois vaisseaux se compose de quatre travées et communique avec les bas-côtés par des arcades brisées à plusieurs archivoltes qui pénètrent dans des colonnes engagées dans des piliers carrés. Ces piliers sont en granite à gros grain.

## Mobilier

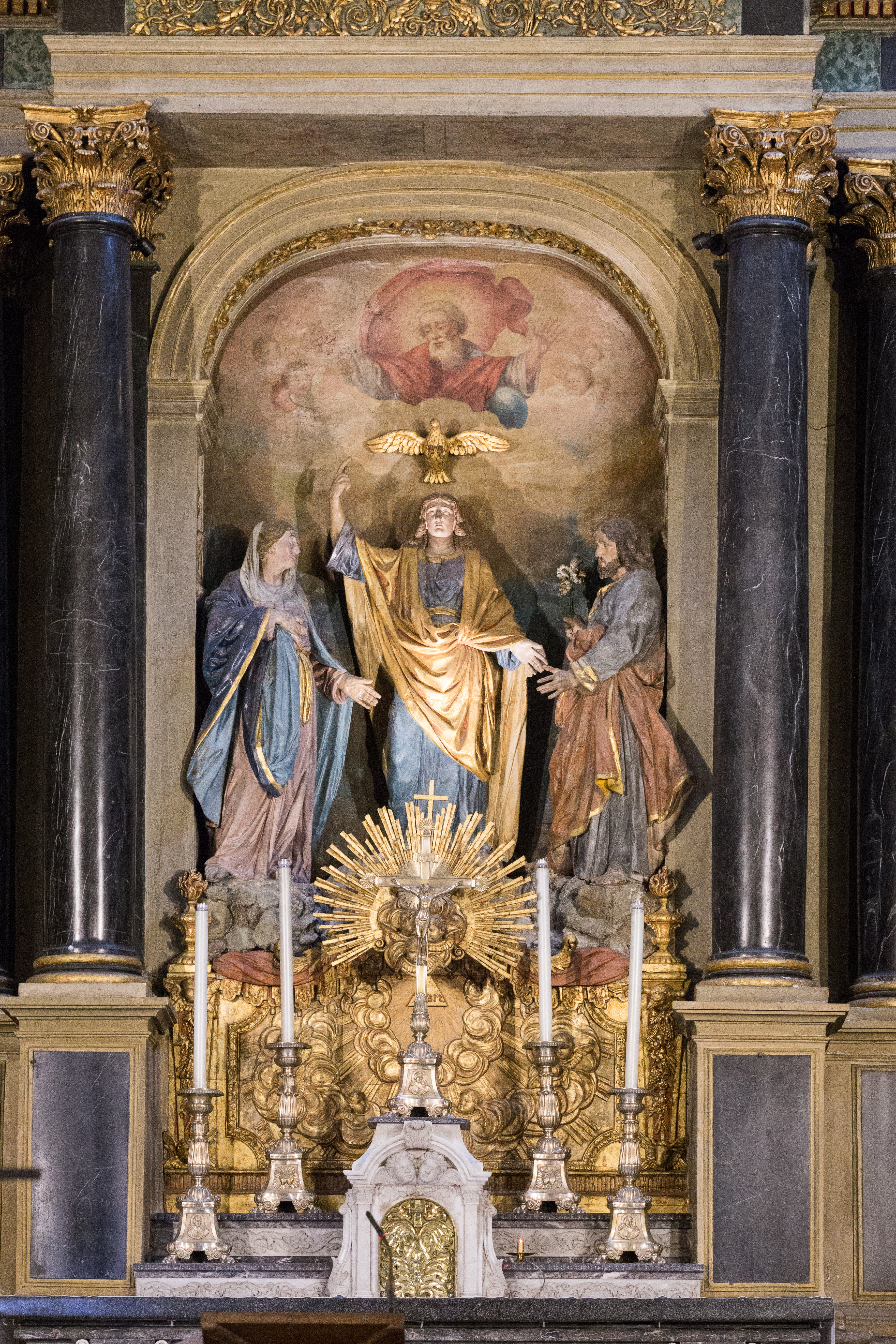
Le maître-autel  Classé MH (1979).
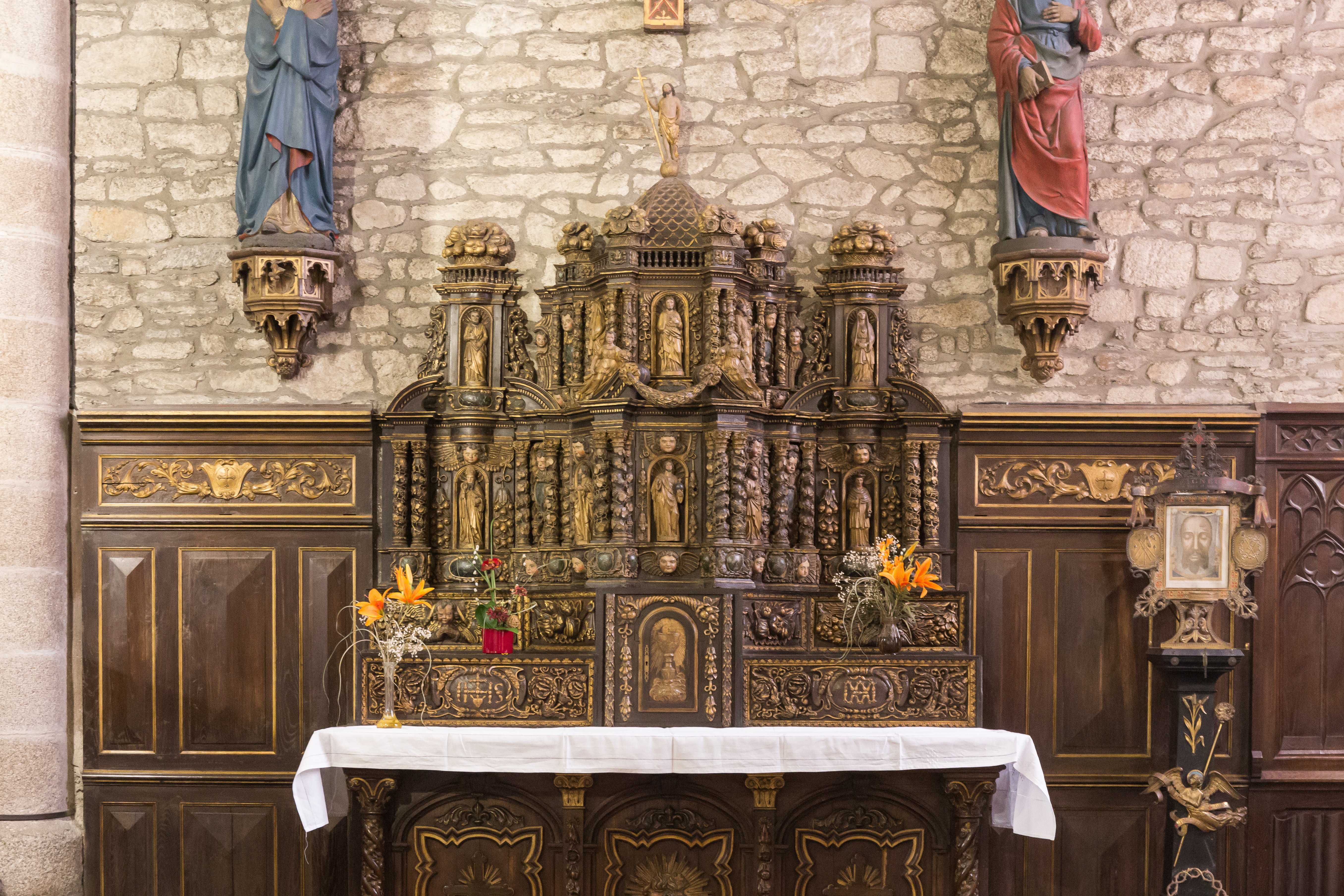
Le retable du croisillon sud  Classé MH (1931).
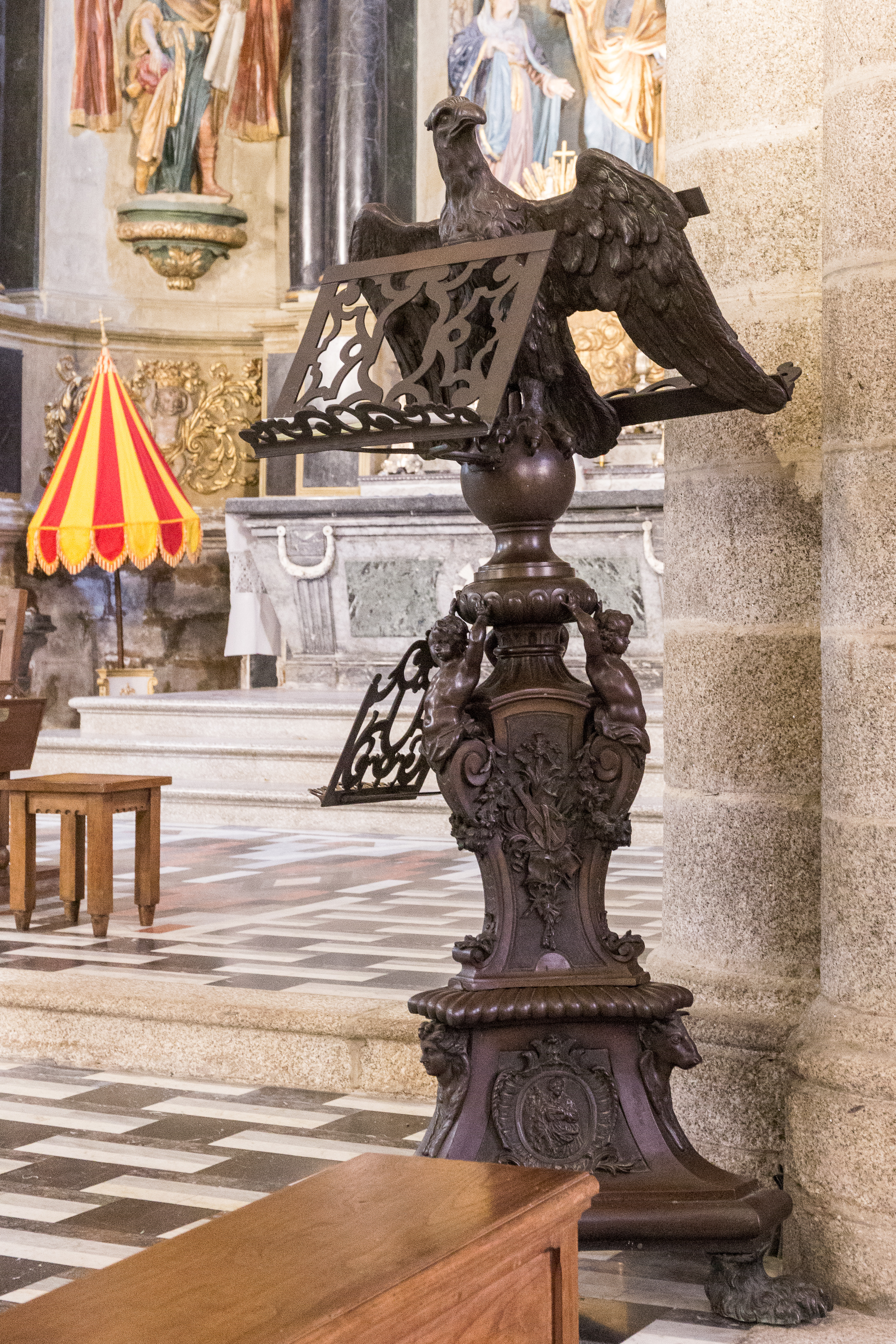
L'aigle-lutrin  Classé MH (1922).
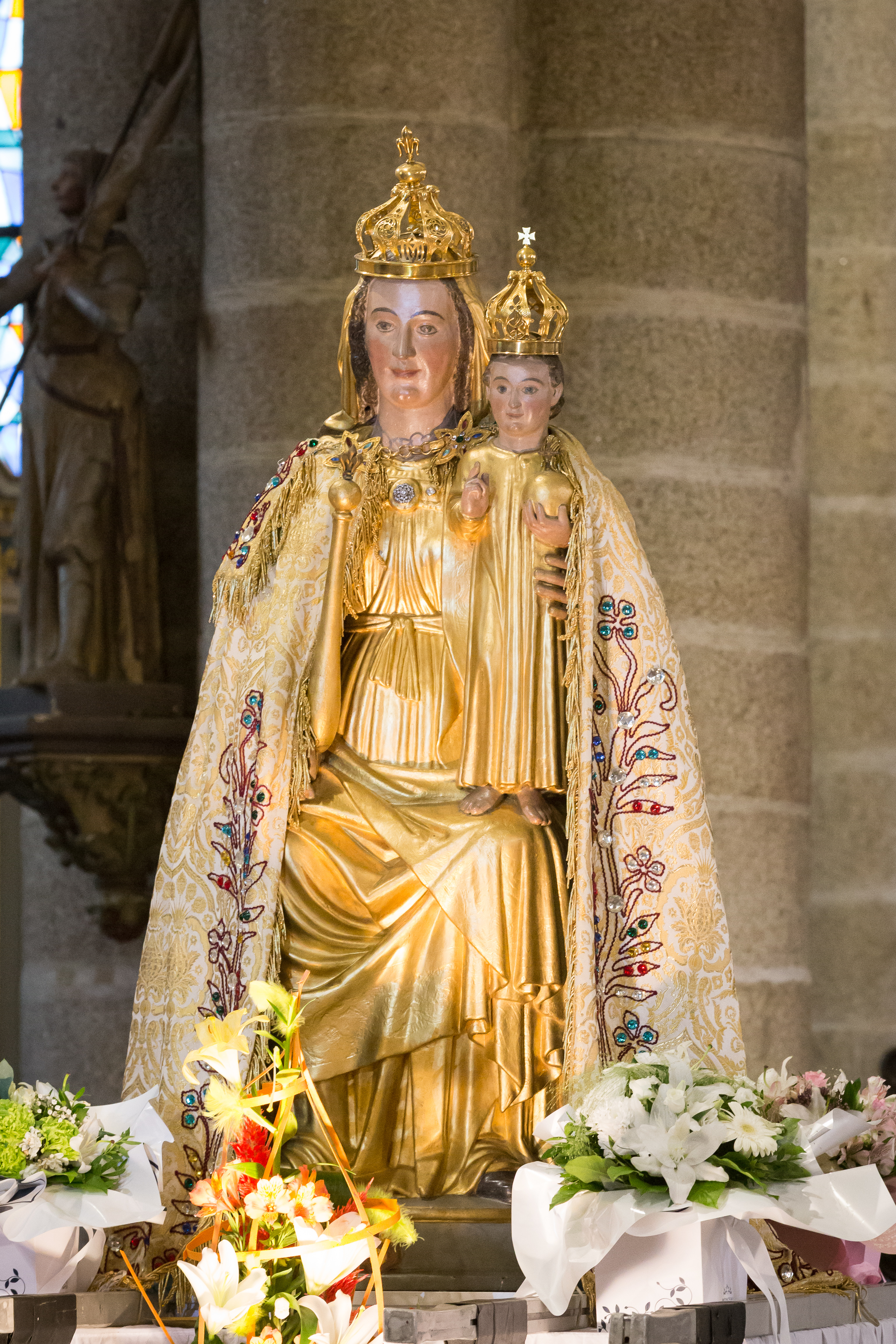
La statue de Notre-Dame de Joie  Inscrite MH (1988).
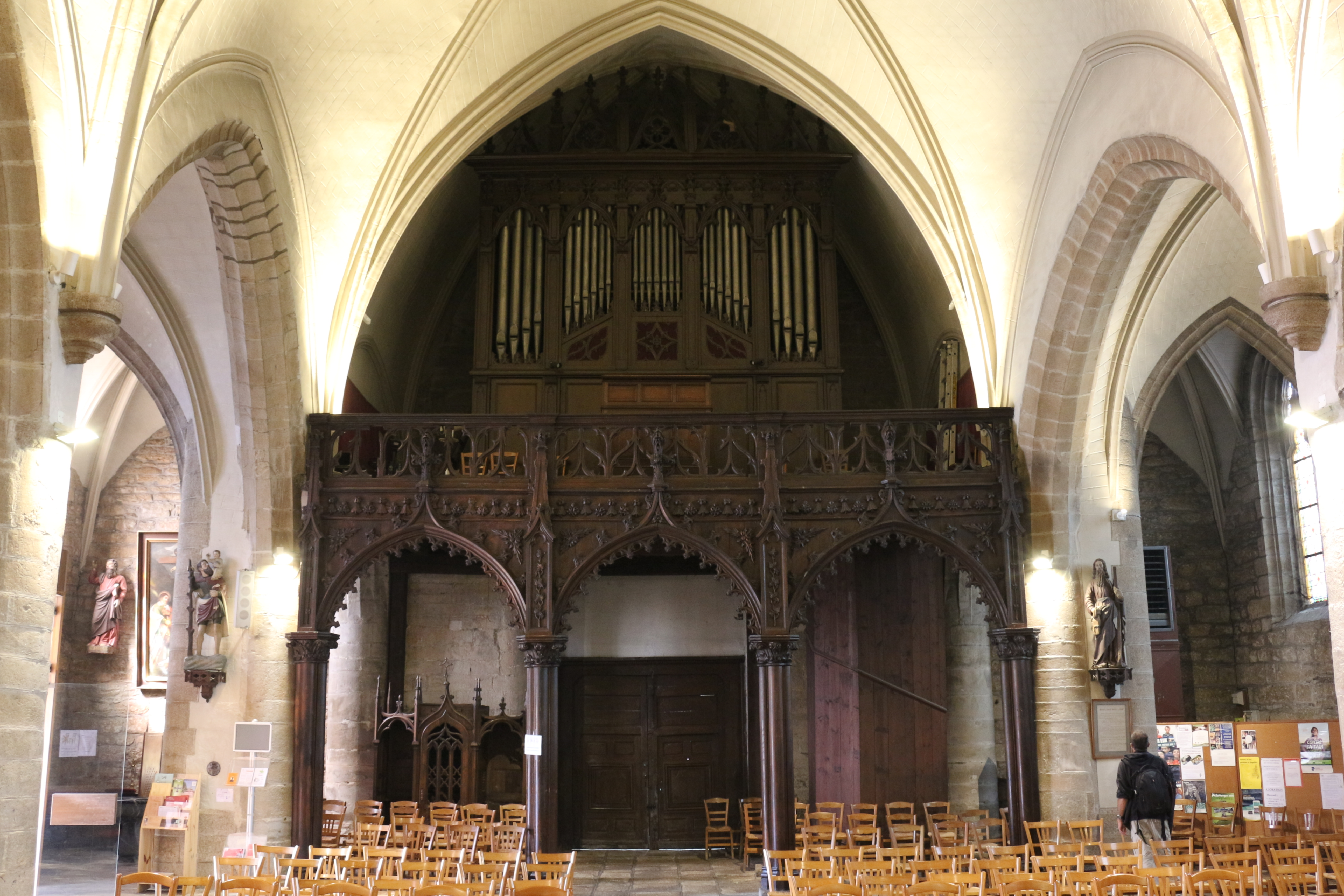
L'orgue de tribune  Classé MH (1984).

L'église conserve à l'intérieur plusieurs retables, dont celui du maître-autel. Cet autel, en marbre gris poli et pierre polychrome, est exécuté en 1782 à Rennes tandis que le retable architecturé en marbre et tuffeau, date de 1725. De style Louis XV, ce retable adopte un plan concave avec un corps central en avancée qui abrite dans une énorme niche, en forme d'arc en anse de panier, le groupe sculpté de la Sainte Famille en terre cuite. Au centre, le sculpteur a représenté le Christ en adulte, sommé de la colombe du Saint-Esprit et qui montre la figure de Dieu le Père peinte au-dessus. Les colonnes de marbre noir, disposées de part et d'autre de cette niche, soutiennent un entablement, enjolivé de rinceaux, dominé par un imposant fronton semi-circulaire sur lequel repose une niche de couronnement. Dans cette niche, accostée de colonnes et de consoles inversées, trône saint Ivy (patron de la paroisse) en évêque coiffé des monogrammes couronnés du Christ et de la Vierge, accompagné de deux anges musiciens. Les ailes, incurvées, sont flanquées de colonnes doublées de pilastres à chapiteaux corinthiens et terminées par des consoles inversées à décor végétal. Elles abritent, sous des draperies rouges formant un dais, les statues des parents de Vierge Marie, saint Joachim à gauche et sainte Anne à droite. Chaque statue est surmontée d'un entablement décoré de palmes entrecroisées et d'une corniche à denticules et modillons. Le niveau supérieur s'achève par deux petits édicules à ailerons, ornés de médaillons illustrant probablement les portraits des donateurs sculptés en bas-relief (le duc et la duchesse de Rohan qui ont contribué financièrement à réédifier le chœur de l'église), et les statues de saint Pierre et saint Paul drapés à l'antique. Enfin, le soubassement des ailes est entièrement tapissé d'arabesques entourant un angelot.
Le devant du maître-autel porte le nom de Jéhovah en caractères hébreux, avec le soleil et les faisceaux de rayons stylisés. Il est surmonté d'un tabernacle en marbre muni d'une porte ouvragée en mosaïque or et émail surmonte. C'est sur cet autel que les Fédérés ont signé leur acte d'union le 19 janvier 1790. C'est la première fois que l'expression « Vivre libre ou mourir » est employée.
L'église présente également une série de statues des XVIe, XVIIe et XVIIIe siècles. Les plus remarquables, adossées aux piliers (Notre-Dame-de-la-Joie taillée dans un tronc de chêne, Notre-Dame-de-la-Délivrance vénérée par les femmes enceintes, statues en bois polychrome de sainte Catherine d'Alexandrie et de sainte Barbe d'Héliopolis) proviennent vraisemblablement de l'ancien couvent des Récollets de Pontivy, aujourd'hui détruit.
L'église possède un aigle-lutrin en bois du XVIIe siècle, don du duc de Rohan. Son pupitre style Louis XV est orné d'un rapace dont les serres s'agrippent à une grosse sphère de bronze qui symbolise le globe terrestre).
Une huile sur toile ayant pour sujet la Descente de croix, datée de 1635 et restaurée en 1974, est une œuvre de l'école flamande. Elle pourrait être une peinture commémorative du remplacement des cordeliers par les récollets. La restauration de 1974 fait apparaître des personnages portant les attributs de la corporation des cordonniers, probablement les donateurs du tableau.
La chapelle nord, dédiée à Notre-Dame-de-Joie, possède un retable où trône la statue vénérée. La Vierge assise tient, à droite, un sceptre et, debout sur son genou l'Enfant Jésus. De l'autre côté du chœur, le retable du calvaire en bois sculpté est une œuvre typique du XVIIe siècle. La lampe perpétuelle est suspendue à la voûte.
Du XIXe siècle, l'église conserve une série de vitraux réalisés par Ernest-Victor Laumonnier, peintre-verrier de Vannes, ainsi qu'un orgue Cavaillé-Coll réalisé en 1836 par les célèbres facteurs d'orgues Dominique et Aristide Cavaillé-Coll. D'autres vitraux sont rajoutés au XXe siècle.

## Galerie

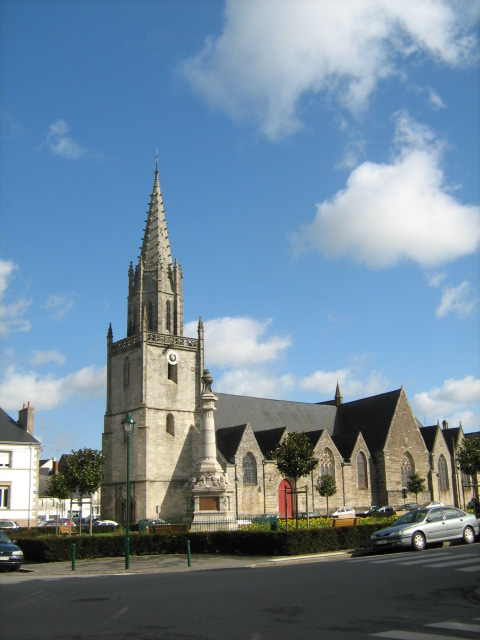
La façade méridionale et le grand clocher carré à galerie flamboyante.
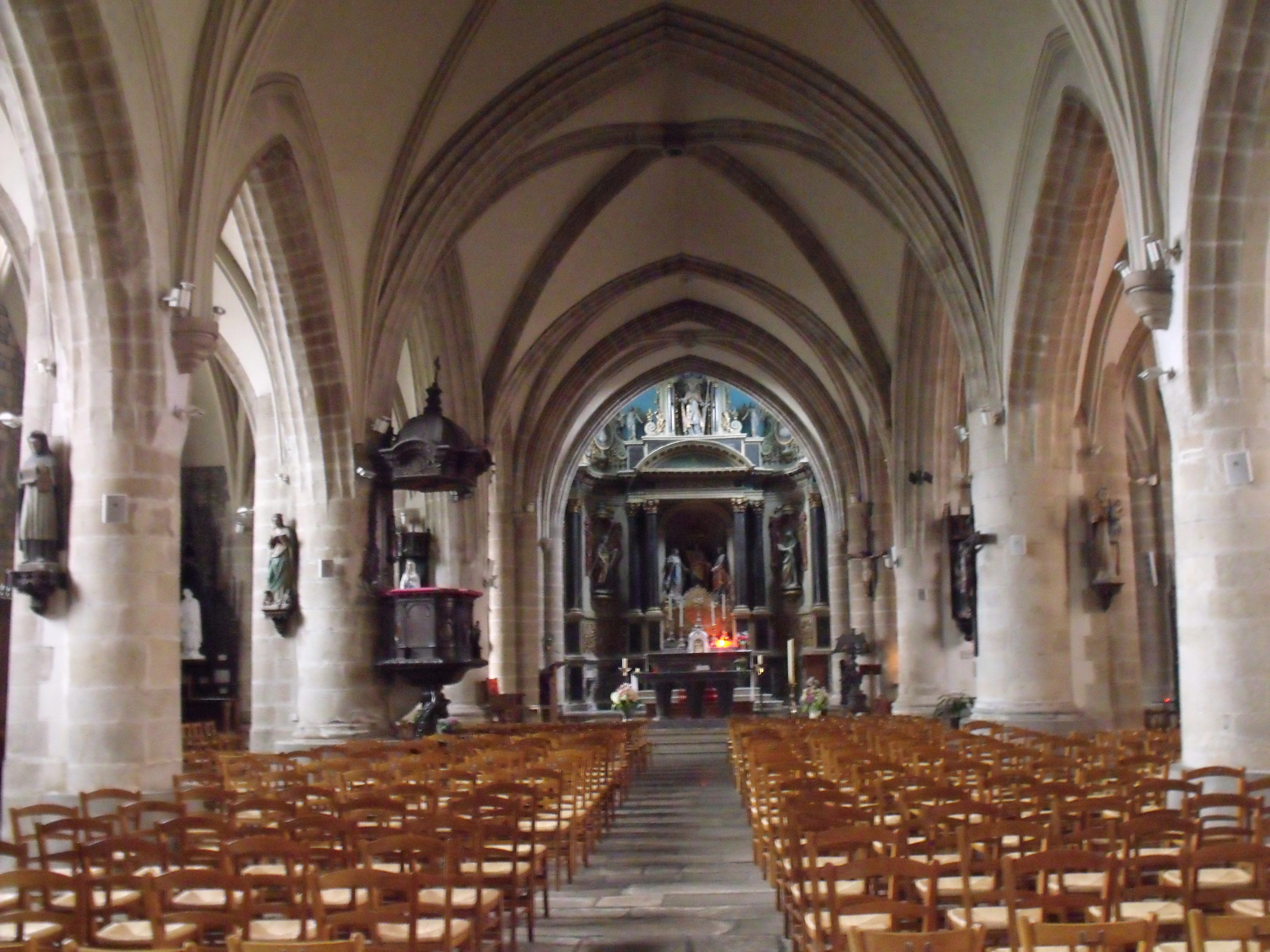
La nef et au fond, le maître-autel et son retable.